# Ёсимацу, Такаси

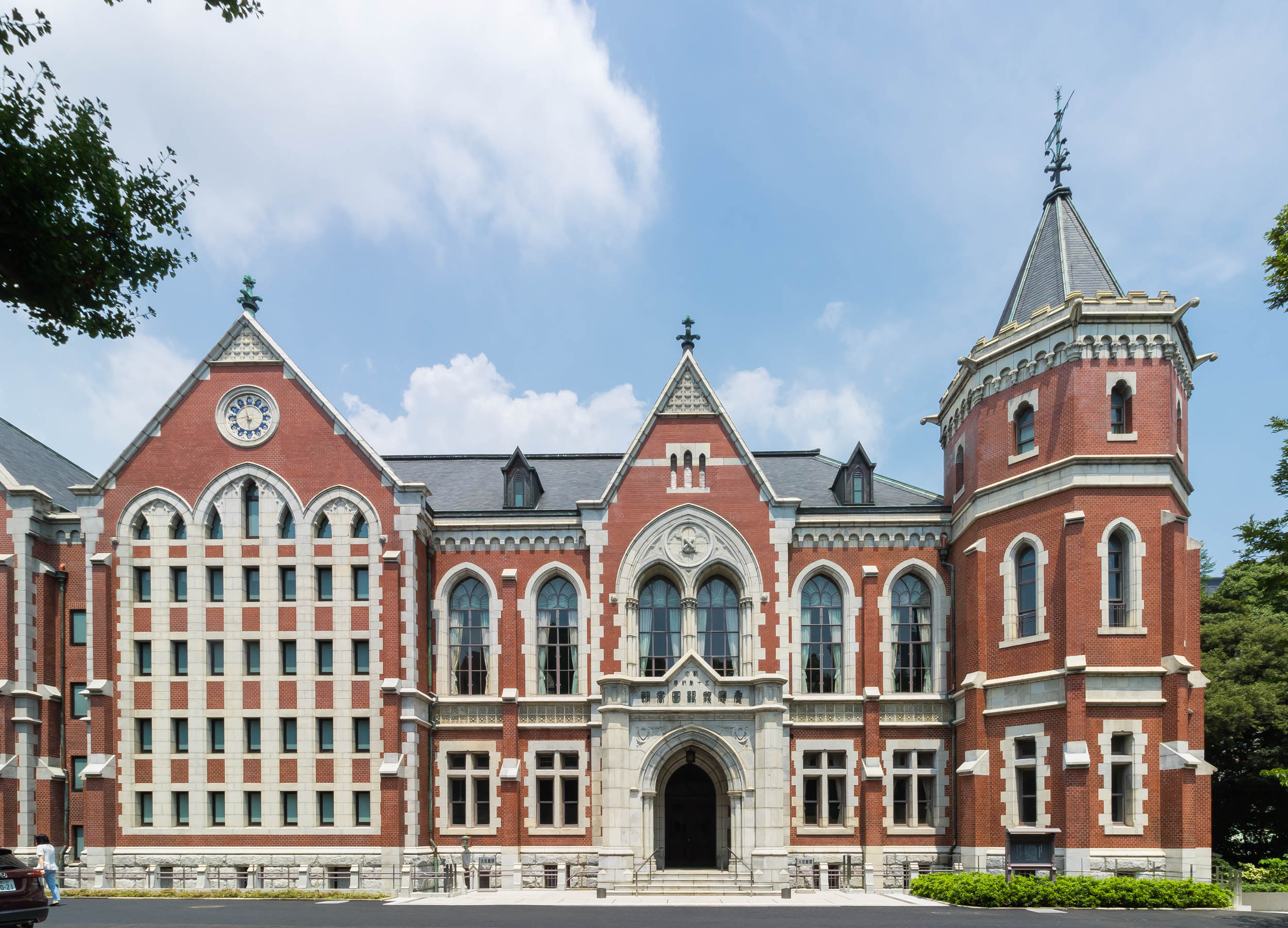
Университет Кэйо, библиотека

Такаси Ёсимацу (яп. 吉松隆, 18 марта 1953, Токио) — японский композитор.

## Биография
Учился на технологическом факультете университета Кэйо, в 1972 оставил университет. Музыку осваивал самоучкой, играл в джазовых и рок-ансамблях, увлекся электроникой. Дебютировал сериалистским сочинением Threnody for Toki (1980). В дальнейшем разочаровался в атональной музыке.
В 1998 был приглашенным композитором фирмы «Чандос». Выступает также как музыкальный теоретик и критик. Занимается живописью, иллюстрирует собственные книги.

## Творчество
Отстаивает принципы «новой лиричности», близкой к неоромантизму, одним из главных ориентиров для него выступает музыка Сибелиуса. Ёсимацу принадлежат шесть симфоний, несколько инструментальных концертов, камерные сочинения.

## Избранные сочинения

### Для оркестра
- Chikap (1982)
- The Age of Birds (1986)
- Симфония № 1 Kamui-Chikap Symphony (1990)
- Симфония № 2 At Terra (1991)
- Ода птицам и радуге (1994)
- White Landscapes (1997)
- Atom Hearts Club Suite I для струнного оркестра (1997)
- And Birds Are Still… (1997)
- Dream Colored Mobile II (1998)
- Симфония № 3 (1998)
- Atom Hearts Club Suite II для струнного оркестра
- Симфония № 4 (2000)
- Prelude to the Celebration of Birds (2000)
- Симфония № 5 (2001)
- Симфония № 6 "Птицы и ангелы" (2013)

### Для инструментов с оркестром
- Тренодия для Токи (Threnody to Toki), для фортепиано и струнного оркестра (1980)
- Концерт для гитары Pegasus Effect (1984)
- Концерт для фагота Unicorn Circuit (1988)
- Концерт для тромбона Orion Machine (1993)
- Концерт для саксофона Cyber Bird  (1993)
- Концерт для фортепиано Memo Flora  (1997)
- Концерт для виолончели Centaurus Unit (2003)
- Концерт для фортепиано (для левой руки) и струнного оркестра Cepheus Note (2007)

### Камерные сочинения
- Forgetful Angel I для губной гармоники/скрипки и фортепиано (1978)
- Forgetful Angel II для губной гармоники и гитары (1979)
- U-Getsu-Fu для сякухати и 17 ген (1980)
- Chikap для 15 флейт (1981)
- Digital Bird Suite для флейты и гитары/фортепиано (1982)
- Rainbow Colored Prism I для 2 фортепиано, 2 виолончелей и валторны (1983)
- 4 Pieces in Bird Shape для кларнета и фортепиано (1983)
- Random Bird Variations для 2 фортепиано (1985)
- Forgetful Angel III для губной гармоники и аккордеона (1985)
- Soh-Gyo-Fu для сякухати и 20 ген (1986)
- Pleiades Dances IIa для скрипки/флейты и фортепиано (1987)
- Melting Dream для скрипки/саксофона/губной гармоники и фортепиано (1987)
- Sui-Gen-Fu для сякухати и 13 ген (1989)
- Fuzzy Bird Sonata для саксофона и фортепиано (1991)
- Bird Prism для 2 флейт и фортепиано (1991)
- Bird Rhythm для группы ударных (1991)
- 3 White Landscapes для флейты, фагота/виолончели и арфы (1991)
- Rainbow Colored Mobile для оркестра мандолин (1992)
- Dream Colored Mobile для саксофона/гобоя/виолончели, арфы и струнного квартета (1993)
- Mimic Bird Comic для валторны и ударных (1995)
- Bird Dream Dance для ансамбля гагаку (1997)
- Atom Hearts Club Quartet для струнного квартета (1997)
- Within Dreams Without Dreams для 2 ген, кларнета, скрипки и виолончели (1998)
- While an Angel Falls into a Doze…для фортепиано и струнного ансамбля (1998)
- Atom Hearts Club Duo для 2 гитар (1999)
- Metal Snail Suite для эуфониума и фортепиано (1999)
- Stellar Dream Dances для ансамбля японских инструментов (2002)
- 3 Exotic Songs для сопрано-саксофона гитары (2002)
- Partita a la Chesire Cat для фортепиано и ударных (2005)
- Sei-Gen-Fu для шо и 20 ген (2006)
- Wind Dream Dances для сякухати и 20 ген (2006)

### Для фортепиано
- Regulus Circuit (1979)
- Pleiades Dances I (1986)
- Pleiades Dances II (1987)
- Pleiades Dances III (1988)
- Pleiades Dances IV (1992)
- Pleiades Dances V (1992)
- Piano Folio (1997)
- Pleiades Dances VI (1998)
- Pleiades Dances VII (1999)
- Pleiades Dances VIII (2000)
- Pleiades Dances IX (2001)
- Tapiola Visions для левой руки (2004)
- Ainola Lyrical Ballads для левой руки (2006)
- Gauche Dances для левой руки (2006)

### Для гитары
- Litmus Distance (1980)
- Tender Toys (1983)
- Wind Color Vector (1991)
- Guitar Sonata «Sky Color Tensor» (1992)
- Water Color Scalar (1993)
- 2 Little Pieces (1994)
- Around the Round Ground (1997)
- 4 Little Dream Songs (1997)

### Для японских традиционных инструментов
- Moyura для 20 ген (1990)
- Nabari для 17 ген (1992)
- Subaru для 20 ген (1999)